# 塔帕卡里县
塔帕卡里县（西班牙語：Provincia de Tapacarí）是玻利維亞中部科恰班巴省的县份，县府塔帕卡里，面積1500平方公里，2001年人口25919，人口密度每平方公里17.3人。